# 高夔 (反清人物)
高夔（？—1811年），臺灣淡水內港（今台北）人，台灣清治時期反清領袖，但因籌備並未充足等原因導致兵敗被殺。

## 生平
嘉慶十六年（1811年）六月，有賣卜者以先知之術誘惑高夔，高夔便吸收群眾以便抗清。後與高蛟等人共同策劃起事事宜，於海山堡溪墘厝庄柑園地區集結群眾。但黨徒還沒集結完畢，反清之事即遭新莊縣丞簡清瀚所得知，簡清翰與艋舺都司莊秉元前往逮捕，高夔往淡水東北方逃逸，躲在八連港午仔山（今汐止區五指山）中。台灣知府汪楠、淡水同知查廷華聽到消息後率領軍隊入山搜索，高夔、高姣等人皆被捕獲，均處以磔刑。

## 後世評價
《臺灣省通志．卷九：革命志拒清篇》曾評價此民變：「為時僅及一週，旋起旋滅，毫無效果或影響可言，此殆籌備未善所致耶！」